# Toshihiko Koga
Toshihiko Koga (古賀 稔彦, Koga Toshihiko, Kitashigeyasu, 21 de novembro de 1967 – 24 de março de 2021) foi um judoca japonês. Conquistou a medalha de ouro nos Jogos Olímpicos de Barcelona no peso leve e a prata em Atlanta no meio-médio.
Morreu em 24 de março de 2021, aos 53 anos de idade.